# 새빌 로

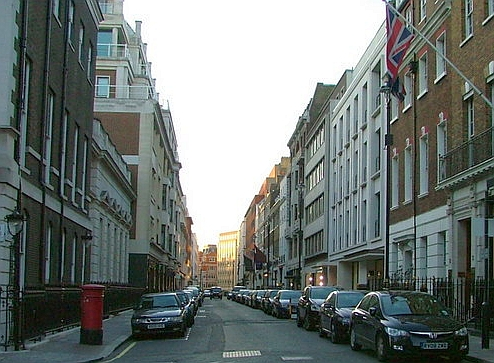
벌링턴 가든에서의 새빌 로

새빌 로(Savile Row)는 센트럴런던의 메이페어에 있는 거리이다. 주로 남성들을 위한 전통적인 맞춤 제작으로 알려진 이 거리는 다양한 역사를 가지고 있으며, 영국과 아프리카를 오가는 중요한 영국 탐험이 있었던 새빌 로 1번지의 왕립지리학회 본부를 수용하는 것을 포함했고, 그리고 더 최근에는 비틀즈의 마지막 라이브 공연이 열린 새빌 로 3번지에 있는 비틀즈의 애플 사무실이 빌딩 옥상에서 열렸다.